# Nothobranchius lourensi
Nothobranchius lourensi – gatunek ryby z rodziny Nothobranchiidae. Występuje w Tanzanii. Osiąga rozmiary do 5,0 cm. Ryba słodkowodna, niewędrowna. Trudny do utrzymania w akwarium.